# Yuri Kisil
Yuri Kisil (Calgary, 18 september 1995) is een Canadese zwemmer.

## Carrière
Bij zijn internationale debuut, op de Gemenebestspelen 2014 in Glasgow, eindigde Kisil als vierde op de 100 meter vrije slag en strandde hij in de halve finales van de 50 meter vrije slag. Op de 4x100 meter wisselslag eindigde hij samen met Russell Wood, Richard Funk en Evan White op de vierde plaats, samen met Coleman Allen, Russell Wood en Evan White eindigde hij als vijfde op de 4x100 meter vrije slag. Tijdens de Pan-Pacifische kampioenschappen zwemmen 2014 in Gold Coast eindigde de Canadees als twaalfde op zowel de 50 als de 100 meter vrije slag. Op de 4x100 meter vrije slag eindigde hij samen met Luke Peddie, Kyle Troskot en Coleman Allen op de vijfde plaats, samen met Russell Wood, Richard Funk en Coleman Allen eindigde hij als vijfde op de 4x100 meter wisselslag.
Op de Pan-Amerikaanse Spelen 2015 in Toronto eindigde Kisil als vierde op de 100 meter vrije slag. Op de 4x100 meter vrije slag veroverde hij samen met Santo Condorelli, Karl Krug en Evan Van Moerkerke de zilveren medaille. Samen met Russell Wood, Richard Funk en Santo Condorelli sleepte hij de bronzen medaille in de wacht op de 4x100 meter wisselslag. Samen met Stefan Milosevic, Ryan Cochrane en Coleman Allen zwom hij in de series van de 4x200 meter vrije slag, in de finale legden Milosevic en Cochrane samen met Jeremy Bagshaw en Alec Page beslag op de bronzen medaille. Voor zijn aandeel in de series ontving Kisil eveneens de bronzen medaille. In Kazan nam de Canadees deel aan de wereldkampioenschappen zwemmen 2015. Op dit toernooi werd hij uitgeschakeld in de series van de 100 meter vrije slag. Op de 4x100 meter vrije slag eindigde hij samen met Santo Condorelli, Karl Krug en Evan Van Moerkerke op de achtste plaats, samen met Russell Wood, Richard Funk en Santo Condorelli strandde hij in de series van de 4x100 meter wisselslag. Op de gemengde 4x100 meter vrije slag behaalde hij samen met Santo Condorelli, Chantal van Landeghem en Sandrine Mainville de bronzen medaille.

## Internationale toernooien
| Jaar | Olympische Spelen | WK langebaan                                                                                   | WK kortebaan  | PanPacs                                                                          | Gemenebestspelen                                                               | Pan-Ams |
| ---- | ----------------- | ---------------------------------------------------------------------------------------------- | ------------- | -------------------------------------------------------------------------------- | ------------------------------------------------------------------------------ | --- |
| 2014 |                   |                                                                                                | geen deelname | 12e 50m vrije slag 12e 100m vrije slag 5e 4x100m vrije slag 5e 4x100m wisselslag | 9e 50m vrije slag 4e 100m vrije slag 5e 4x100m vrije slag 4e 4x100m wisselslag | |
| 2015 |                   | 29e 100m vrije slag · 8e 4x100m vrije slag · 13e 4x100m wisselslag · 4x100m vrije slag gemengd |               |                                                                                  |                                                                                | 4e 100m vrije slag · 4x100m vrije slag · 4x200m vrije slag · Kisil zwom enkel de series · 4x100m wisselslag |

## Persoonlijke records
Bijgewerkt tot en met 5 april 2016
Kortebaan
| Afstand         | Tijd    | Datum            | Plaats   |
| --------------- | ------- | ---------------- | -------- |
| 50m vrije slag  | 22,13   | 20 februari 2015 | Victoria |
| 100m vrije slag | 48,22   | 21 februari 2015 | Victoria |
| 200m vrije slag | 1.47,14 | 29 oktober 2014  | Tokio    |

Langebaan
| Afstand         | Tijd    | Datum        | Plaats  |
| --------------- | ------- | ------------ | ------- |
| 50m vrije slag  | 22,23   | 5 april 2016 | Toronto |
| 100m vrije slag | 48,58   | 5 april 2016 | Toronto |
| 200m vrije slag | 1.48,90 | 5 april 2016 | Toronto |